# Paul Barras

Paul Barras

Paul François Jean Nicolas Barras (Fox-Amphoux, 30 juni 1755 – Parijs, 29 januari 1829), vicomte (burggraaf) van Barras, kortweg bekend als Paul Barras, was een Frans staatsman tijdens de Franse Revolutie. Barras was het machtigste en langstzittende lid van het vijfkoppige Directoire dat de Franse Republiek van 1795 tot 1799 regeerde.

## Biografie
Barras was van adellijke afkomst en stamde uit de Provence. Op 16-jarige leeftijd ging hij in militaire dienst en vertrok naar Mauritius. Hij diende vervolgens onder Pierre André de Suffren in India, waar hij de Franse kolonie Pondicherry hielp verdedigen tegen de Britten. Toen de stad zich op 18 oktober 1778 overgaf aan de Britse troepen, werd Barras samen met de rest van het Franse garnizoen gevangengenomen. Na zijn vrijlating keerde hij terug naar Frankrijk. Barras nam deel aan een tweede expeditie naar India in 1782-1783 voordat hij het leger verliet.

### Franse Revolutie
Barras steunde de Franse Revolutie, maar werd per ongeluk betrokken bij de Bestorming van de Bastille. In 1792 werd hij rechter in Orléans voordat hij de Nationale Conventie betrad als parlementslid voor het departement Var. In januari 1793 stemde hij voor de executie van koning Lodewijk XVI; hij behoorde tot de montagnards. In december 1793 gaf hij leiding aan de troepen bij Nice; hij leidde de Slag bij Toulon en leerde Napoleon kennen. Hij werd tot commissaris in Marseille benoemd om orde op zaken te stellen.

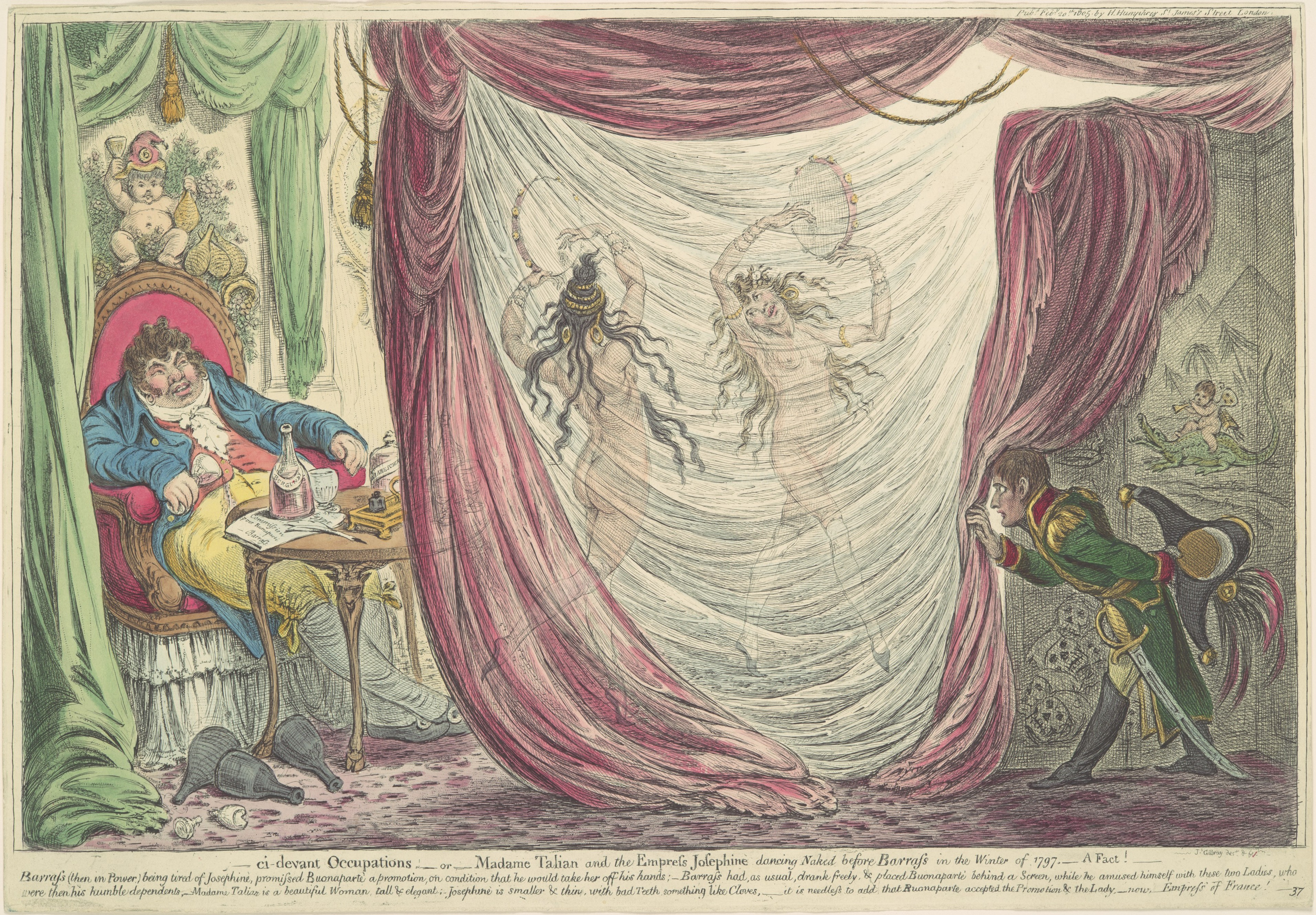
In deze Britse spotprent laat Barras zich amuseren door de naakte, dansende Joséphine de Beauharnais en Thérésa Tallien, de vrouwen van respectievelijk Napoleon Bonaparte en Jean-Lambert Tallien

In samenwerking met Joseph Fouché en Tallien maakte Barras een einde aan de Terreur. Zij lieten uit angst voor hun leven in juli 1794 Robespierre arresteren. Barras liet de troepen naar het stadhuis optrekken en de Commune van Parijs werd bloedig de kop ingedrukt. Barras liet ook de club van vrijheidsgezinde jakobijnen sluiten. Hij bekleedde vervolgens diverse belangrijke posities en werd de machtigste man in Frankrijk.
In oktober 1795 toen Parijs bedreigd werd door een royalistische opstand (de opstand van 13 Vendémiaire), werd de verdediging van de Nationale Conventie nogmaals aan Barras toevertrouwd. Barras kreeg steun van de jonge brigadegeneraal Napoleon Bonaparte, die zijn troepen en kanonnen op de menigte liet vuren, met 300 doden tot gevolg.

### Directoire
Eind oktober 1795 vertrouwde de Raad van Vijfhonderd de regering van Frankrijk toe aan een vijfkoppig Directoire, onder wie Barras en Lazare Carnot. Barras zorgde ervoor dat Bonaparte, zijn opvolger in het leger van de binnenlandse strijdkrachten, in 1796 promotie kreeg tot bevelhebber van de Franse expeditie naar Italië. De precieze gang van zaken is onduidelijk. Ook zou hij volgens sommigen achter het huwelijk van Bonaparte met Joséphine de Beauharnais hebben gezeten, een van de voormalige minnaressen van Barras. Barras was een van de getuigen. Twee dagen later vertrok Napoleon richting Savona.
Barras kreeg te maken met Gracchus Babeuf, die in het geheim een tegenregering had gevormd. Zijn propaganda leidde tot verdeeldheid binnen het Directoire. Barras maakte zich zorgen over de opmars van het royalisme en verhinderde de terugkeer van Lodewijk XVIII. Bonaparte stuurde in 1797 generaal Augereau om een conflict tussen Barras en drie andere leden van het Directoire, onder wie Talleyrand, via een staatsgreep (18 Fructidor) in het voordeel van Barras te beslissen. Barras en Jean François Reubell kregen kritiek op hun levensstijl en de uitspattingen in zijn huis. Barras was corrupt en maakte zich schuldig aan speculatie. Het regiem raakte in diskrediet en werd bij verkiezingen verslagen.
In 1798 gaf hij het Uitvoerend Bewind van de Bataafse Republiek tegen betaling van 800.000 gulden de opdracht het laken en linnen te leveren aan de Franse troepen. Van deze leveranties trokken Vreede en Van Langen als lakenfabrikanten groot voordeel. Door middel van een tweede staatsgreep van Daendels werden beide mannen afgezet, en Charles Delacroix werd teruggeroepen naar Parijs. Het Directoire stuurde Napoleon naar Egypte en Fouché naar de Cisalpijnse Republiek.
In juni 1799 greep Barras samen met Emmanuel Joseph Sieyès de macht in het Directoire en lieten de andere drie leden vervangen door drie nieuwe, evenwel machteloze leden. Sieyès wou echter verdergaan en het Directoire geheel om zeep helpen. Barras had een semidictatuur voor ogen met zichzelf als staatshoofd. Met militaire steun van Bonaparte werd het Directoire met de staatsgreep van 18 Brumaire op 9 november 1799 vervangen door het Consulaat. De staatsgreep liep echter anders dan gepland: niet Sieyès maar Bonaparte greep de macht en werd eerste consul.

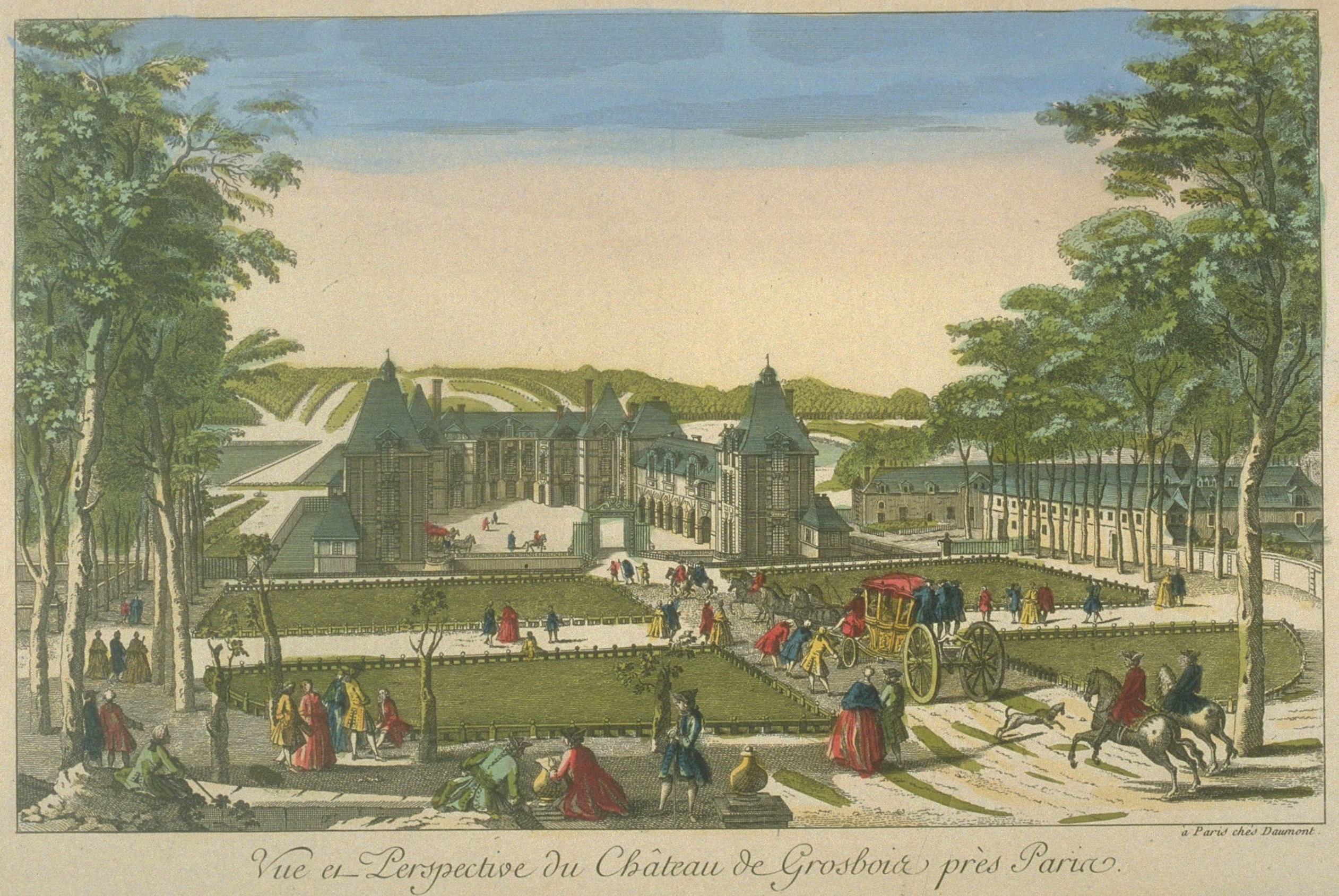
Het Château de Grosbois

Talleyrand liet Barras arresteren. Hij nam ontslag of werd tot aftreden gedwongen. Hij zou een buidel met geld hebben meegekregen. Barras speelde geen verdere rol van betekenis. Bonaparte beschouwde Barras als een bedreiging of Barras wist zich niet van de beschuldigingen te ontdoen. Bonaparte gaf hem huisarrest op het landgoed Château de Grosbois, ten zuidoosten van Parijs.

### Keizerrijk en Restauratie
Barras ging in ballingschap naar Brussel, Marseille en Rome. In 1810 werd hij gevangengezet in Montpellier. Na de val van Napoleon en de Restauratie van het Huis Bourbon werd Barras vrijgelaten. Tijdens de Honderd Dagen (1815) verbleef hij in Parijs. Maar ook de koningen Lodewijk XVIII en Karel X hielden hem buiten de politiek, vanwege zijn steun aan de executie van Lodewijk XVI.
Barras stierf in het Palais de Chaillot (Trocadéro) in Parijs in 1829. Zijn memoires zijn pas in 1895-96 uitgegeven. Hij beschreef de zorg van Robespierre voor zijn uiterlijk; de executie van Georges Danton; de haveloze toestand van de kroonprins, die gevangen zat in de Temple en een half jaar al geen mens had gezien; Laetitia Bonaparte in Marseille, na haar vlucht uit Corsica; de minnaars van de verleidelijke en ervaren Joséphine de Beauharnais; en de binnenkomst van Talleyrand in de salon van Madame de Staël.
Barras werd begraven op de Cimetière du Père-Lachaise.